# Carl von Blixen-Finecke
Carl Fredrik Axel Bror von Blixen-Finecke, född 15 augusti 1822, död 6 januari 1873, var en dansk friherre och politiker (under en tid utrikesminister).

## Biografi
Carl von Blixen-Finecke var son till Conrad von Blixen-Finecke och studerade vid olika tyska universitet. Sin politiska bana började han 1850 som anhängare till den konservativa helstatspolitiken. Åren 1851–1852 var han folketingsmand men lämnade därefter för en tid den danska politiken. Istället tog han säte på svenska Riddarhuset; han blev alltså ovanligt nog bemyndigad som riksdagsman i både Sverige och Danmark, vilket kommenterades av hans samtid. Då han inte deltog i den danska politiken genomgick hans åskådning en total förändring. Han blev en av den praktiska skandinavismens ivrigaste målsmän och utgav en broschyr, Skandinavismen praktisk, som väckte debatt inte bara i Norden utan även internationellt. Han avlägsnade sig även från helstatspolitiken och närmade sig den fraktion av bondevänliga vänstern, som omfattade en aktiv eiderdansk politik. I Folketinget, som han tillhörde 1858–1861 och 1862–1864, anslöt han sig närmast till detta parti. När partiet för en kort tid under ministären Rotwitt blev underlaget för en regering, blev Blixen-Finecke utrikesminister och minister för Slesvig.
Han försökte förmå sin svåger kronprins Kristian att anta posten som ståthållare i Holstein (det så kallade svågerbrevet) och företog i samband härmed några förhastade diplomatiska steg. Som minister i Slesvig gjorde han en inspektionsresa dit och kom till uppfattningen att de klagomål, som stundom i starka uttryck framkommit över undervisningen i sin helhet och särskilt i tyska, saknade i tyska, saknade all grund. Genom sitt offentliggörande av detta blev Blixen-Finecke bland tidigare nationalliberala motståndare en populär gestalt. Efter Carl Eduard Rotwitts död 1860 lämnade han regeringen, men många betraktade honom fortfarande som den danska politikens starke man, som skulle föra skandinavismen och den eiderdanska tanken till seger. Vid mötena mellan Nordens monarker var han en förgrundsfigur, och var 1861 med om att bilda föreningen Dannevirke och verkade ivrigt för Holsteins avskiljande från den danska monarkin.
Blixen-Finecke kom dock än en gång att byta ställning. Han kom till övertygelsen att ett skandinaviskt försvarsförbund inte hade förutsättningar att lyckas, och när den dansk-tyska krisen följd av den danska författningsfrågan blev akut, tog Blixen-Finecke ett privatdiplomatiskt steg som väckte uppseende. Han var sedan studentåren bekant med Otto von Bismarck, och han vände sig därför direkt till honom att uppnå en preussisk-dansk överenskommelse. Bismarck och Blixen-Finecke hade en vänlig dialog men några större följder fick den inte. Efter det dansk-tyska krigets slut spelade han en viss roll vid samförståndspolitiken mellan godsägare och bönder samt vid tillkomsten av ministären Frijs-Frijsenborg. Kort därefter lämnade han politiken.
Blixen-Finecke var en vinnande personlighet med varm nationell känsla och frisk självständig uppfattning av förhållandena, men av oroligt excentriskt temperament och utan fasta politiska grundsatser eller mer djupgående kunskaper. Hans projekt gick ut på, att man skulle göra skandinavismen »praktisk» genom en ömsesidig adoption av de två nordiska kungahusen. Den manslinje, som levde längst, skulle bli arvsberättigad till alla tre kronorna. (Projekt Runeberg)

## Äktenskap
Carl von Blixen-Finecke var gift första gången 8 oktober 1842 på Runsa slott i Ed med Gustava Charlotta Adelaide Sofie Ankarcrona, som han blev skild från 1852. Hon var född 19 november 1821 och dog 5 maj 1890 på Näsbyholm i Gärdslöv samt var dotter kammarherren Teodor Vilhelm Ankarcrona och friherrinnan Charlotta Sture. Han gifte sig andra gången 28 april 1854 med Augusta av Hessen-Kassel (död 1889), dotter till Wilhelm av Hessen-Kassel och prinsessan Louise Charlotta av Danmark.
Barn:
1. Fredrik von Blixen-Finecke (1847–1919).
2. Gustaf von Blixen-Finecke (1857–1909), officer i svensk tjänst och adjutant hos Gustaf V.
3. Wilhelm Carl Otto Axel (1863–?), kapten i danska armén.